# Периферија Јужни Егеј
Периферија Јужни Егеј (грч.  / Peripheria Notiou Egeou) је једна од 13 периферија у Грчкој. Смештена је на југоистоку земље и обухвата острва у јужном делу Егејског мора. Острва су положена у две скупине: Кикладе и Додекане. Главни град периферије је Ермополи на острву Сирос, а највећи град Родос.

## Положај и управна подела периферије
Положај: Периферија Северни Егеј јесте једна од острвских периферија у Грчкој. Стога њу сас вим страна окружује Егејско море, а најближе копно је:
- север: периферија Северни Егеј,
- исток: Турска (Мала Азија),
- југ: периферија Крит,
- запад: периферија Атика.

Подела: Периферија је до 2011. године била подељена на две велике префектуре (Киклади и Додеканез), а потом је подељена на 13 округа, уједно и већих острва:
1. Андрос
2. Калимнос
3. Карпатос
4. Кеа-Китнос
5. Кос
6. Милос
7. Миконос
8. Наксос
9. Парос
10. Родос
11. Санторини
12. Сирос
13. Тинос

Даља подела на општине изгледа према таблици:

## Географија
Рељеф: Острва Јужног Егеја се налазе у две скупине: Киклади су смештени у средишњем делу Егејског мора, док су Додекани положени дуж југозападне обале Мале Азије. Укупне су површине од 5.286 km². Сва острва су покренутим тлом и планинска у већем делу. Приобалне равнице су ретке, али постоје, и тада су густо насељене и плодне. Већина острва има нема претерано разуђену обали.
Клима: На јужноегејским острвима влада изразита средоземна, па су сушна.
Воде: Острва јужног Егеја су смештена у средишњем и источном делу Егејског мора. Острва која су ближе малоазијском копну (Родос, Кос) су богата водом (подземни извори), док су она даља (сви Киклади) без дат могућности, па су и негостољубивија за живот.

## Историја
Острва су била активна још у праскозорје цивилизације на тлу Европе - Кикладска цивилизација. После тога острва Јужног Егеја су населили древни Грци око 1200. п. н. е.. Током раздобља старе Грчке острва су играла значајну улогу, али нису имала кључни значај. У време хеленистичког раздобља Родос постаје једно од стецишта дате цивилизације. 146. године п. н. е. острва, као и већи део Грчке, потпада под власт Римљана. У време Римљана и, касније, Византије острва вековима била мирна, без значајних дешавања и преврата.
Од краја 12. века Нормани, Крсташи и Млечани. Падом Цариграда 1204. године у Четвртом крсташком рату острва запоседају делом Крсташи, а делом Млечани. Међутим, Византија под Палеолозима враћа власт на већини острва крајем 13. века. Нека острва (Родос) су дуго била под Крсташима. Међутим, од краја 15. до краја 16. века сва острва потпадају под Отоманско царство. У вишевековној турској владавини она ће као трговачка и поморства стецишта стећи елементе аутономије, која ће омогућити очување грчке свести и православља.
1821. године подигнут је Грчки устанак, чије је главно средиште догађања било на Пелопонезу и у Средишњој Грчкој. Међутим, месни Грци су ипак узели учешће, али су стога преживели велике покоље од стране Турака (покољи на Касосу). Ово је на датим острвима оставило последице, које су видљиве и дан-данас. После успостављања савремене Грчке 1832. године, Киклади су прикључени новооснованој држави и почели се магло развијали. Са друге стране, Додекани су остали у оквиру Отоманског царства, па су стагнирали до 20. века.
Додекани су 1912. године придодати Италији, која њима господари до краја Другог светског рата, када се коначно прикључују Грчкој. Малоборнојно муслиманско на Додеканима се стога становништво се стога није исељавало као у остатку данашње Грчке, нарочито после Грчко-турског рата 1923. године. Током Другог светског рата острва нису значајније страдала, али су се после рата споро развијала и губила становништво. Тек последњих деценија, са развојем туризма и прикључењем Грчке ЕУ, острва су привредно ојачала и почела добијати становништво.

## Становништво
У периферији Јужни Егеј живи преко 300.000 становника (процена 2010. године). Густина насељености је осредња (близу 60 ст./km²), што је осетно мање од државног просека (око 80 ст./km²). Последњих година број становника расте. Родос и Сирос су због вишег нивоа развијености гушће насељени и са великим растом становништва. Велики раст становништва је забележен и код острва, која се сматрају прворазредним туристичким одредиштима - Миконос, Санторини, Кос.
Највећи број становника чине етнички Грци православне вероисповести. Последњих деценија по већим градовима се населио и мањи број усељеника из свих делова света.

## Привреда
Са привредног становишта Јужни Егеј је развијена област за ниво Грчке. Традиционалне делатности становништва, поморство и средоземна пољопривреда (агруми, маслина), су и даље активни, али им се значај последњих деценија умањио. Данас је туризам најважнија привредна грана, а бројна острва су веома позната по туристичкој привреди - Родос, Миконос, Санторини, Кос.